# Fatata te Mouà
Fatata te Mouà (Au pied de la montagne) est le titre d'un tableau de Paul Gauguin. Il l'a peint en 1892 à Tahiti. Depuis 1948, elle fait partie de la collection du musée de l'Ermitage de Saint-Pétersbourg.

## Premier séjour à Tahiti
Gauguin a vécu à Tahiti de 1891 à 1893, à la recherche de la simplicité et de l'harmonie naturelles qui avaient disparu de la vie moderne en Europe. Lorsqu'il s'aperçoit bientôt dans la capitale Papeete que le mode de vie traditionnel avait disparu à cause de l'arrivée des Européens, Gauguin s'installe à Mataiea, un village de la côte sud de l'île. Ici, il a réalisé de nombreuses peintures ayant pour sujet le paysage et la vie sur l'île. En proie à des soucis financiers, le peintre est contraint de rentrer en France en 1893.

## Description
Gauguin représente le paysage tahitien de Fatata te Mouà dans de grandes palettes de couleurs vives. Un cavalier et un homme qui marche sont les seuls êtres humains présents dans le tableau. Selon l'anthropologue suédois Bengt Danielsson, qui a consacré un livre au séjour de Gauguin à Tahiti, cette image correspond à la réalité. La population a considérablement diminué à cause de la colonisation.
Un grand arbre occupe une place centrale dans le tableau. Cet arbre, qui est peint ici assez fidèlement, apparaît également dans de nombreux autres tableaux, comme Mata Mua et Nave Nave Moe. Dans ces œuvres ultérieures, l'arbre a acquis une forte charge symbolique et fait référence à la déesse de la lune Hina. Le tableau a longtemps été connu sous le titre Le Grand Arbre. Cependant, la traduction correcte du titre que Gauguin lui-même a donné à l'œuvre, Fatata te Mouà, est Au pied de la montagne,.

## Parcours
- 1893 : Le tableau est présenté dans une exposition chez Paul Durand-Ruel.
- 1895 : Gauguin confie la toile en lieu sûr à son ami Georges Chaudet à Paris.
- vers 1899 : Après la mort de Chaudet, l'œuvre entre en possession du marchand d'art Ambroise Vollard.
- 29 avril 1908 : Ivan Morozov achète le tableau pour 8 000 francs.
- 1918 : Transféré au Musée de la Nouvelle Peinture occidentale de Moscou.
- 1923 : Ce musée fait partie du Musée national du nouvel art occidental.
- 1948 : Transféré à l'Ermitage.

## Œuvres apparentées

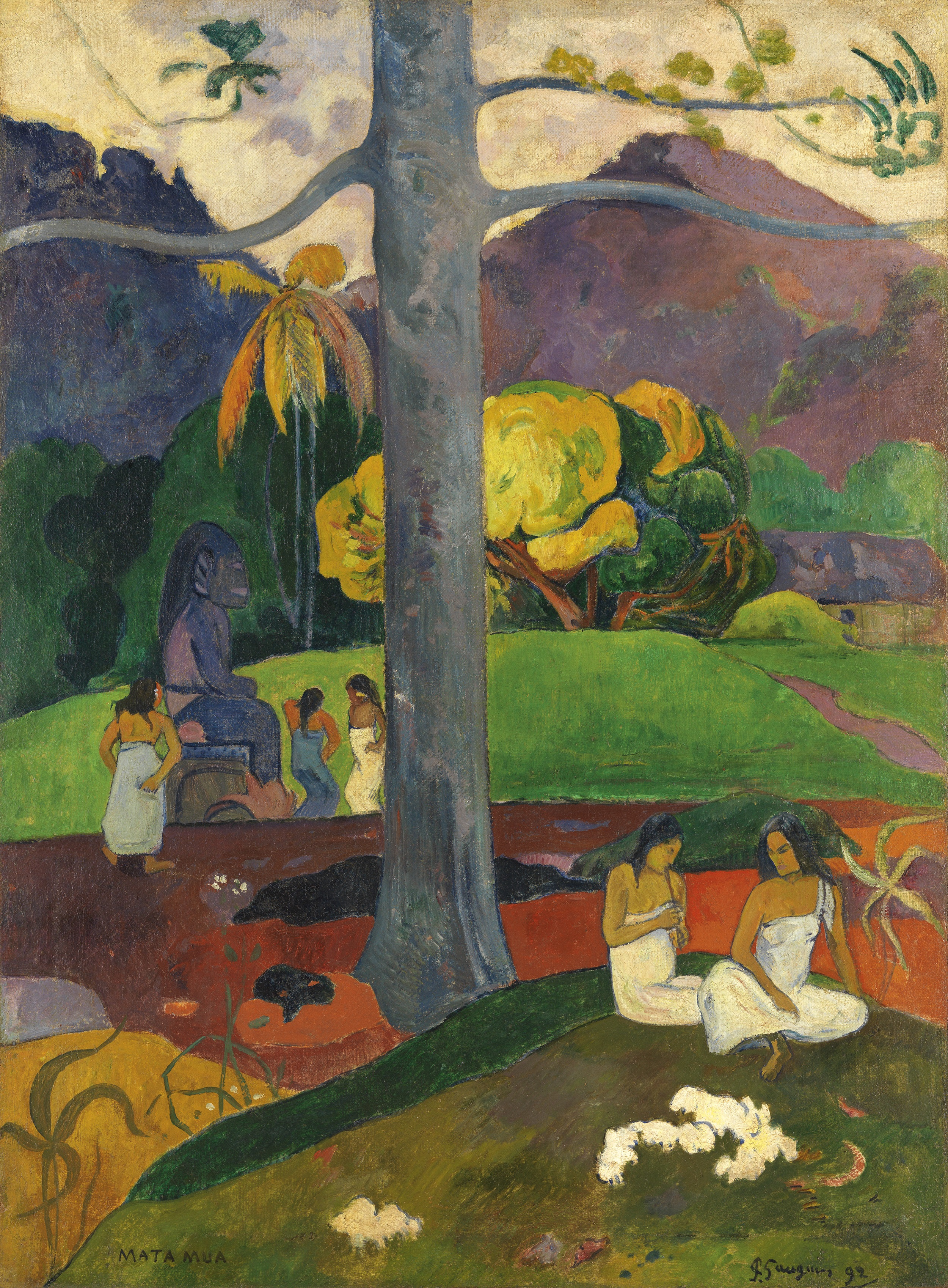
Matamua (1892).
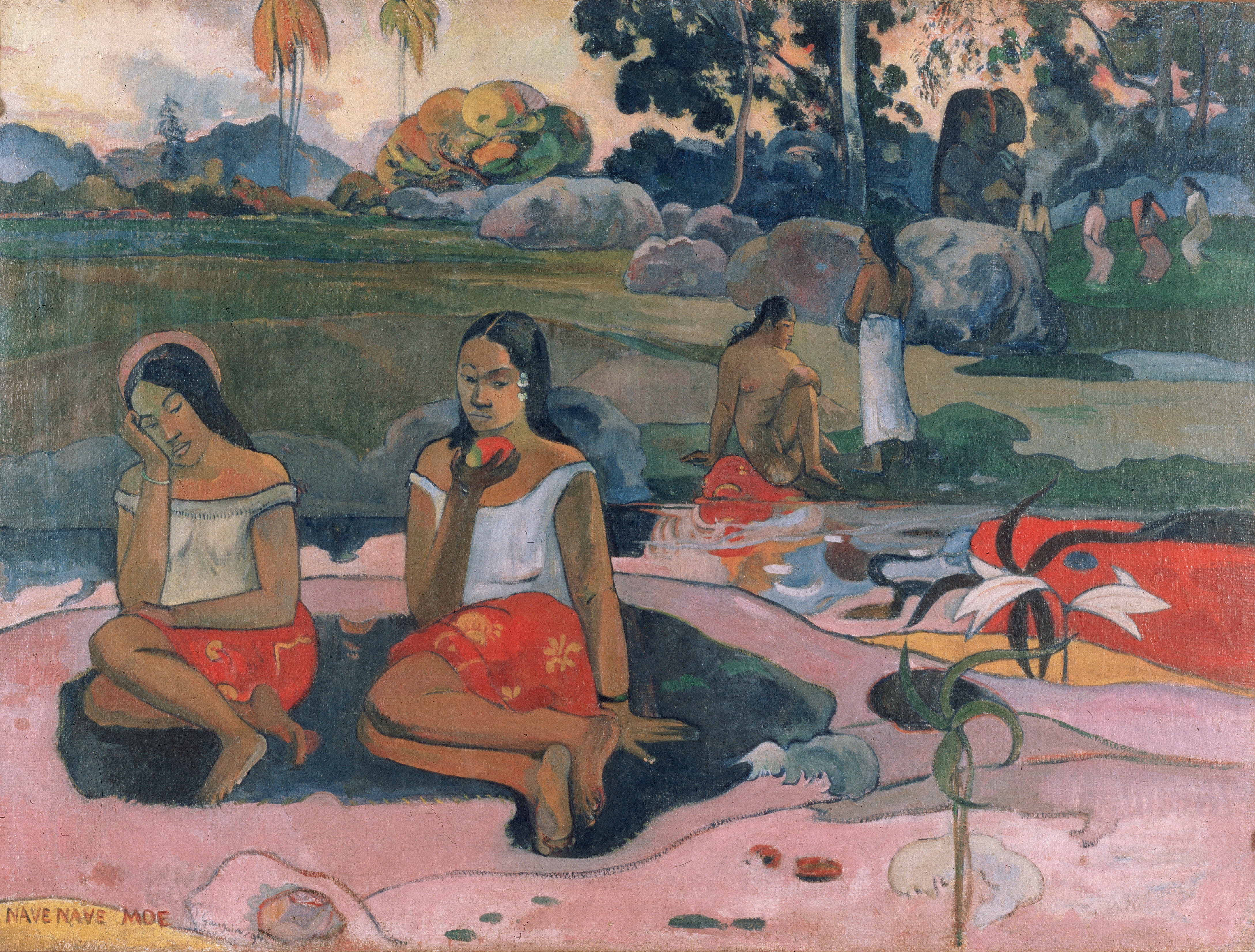
Nave Nave Moe (1894).
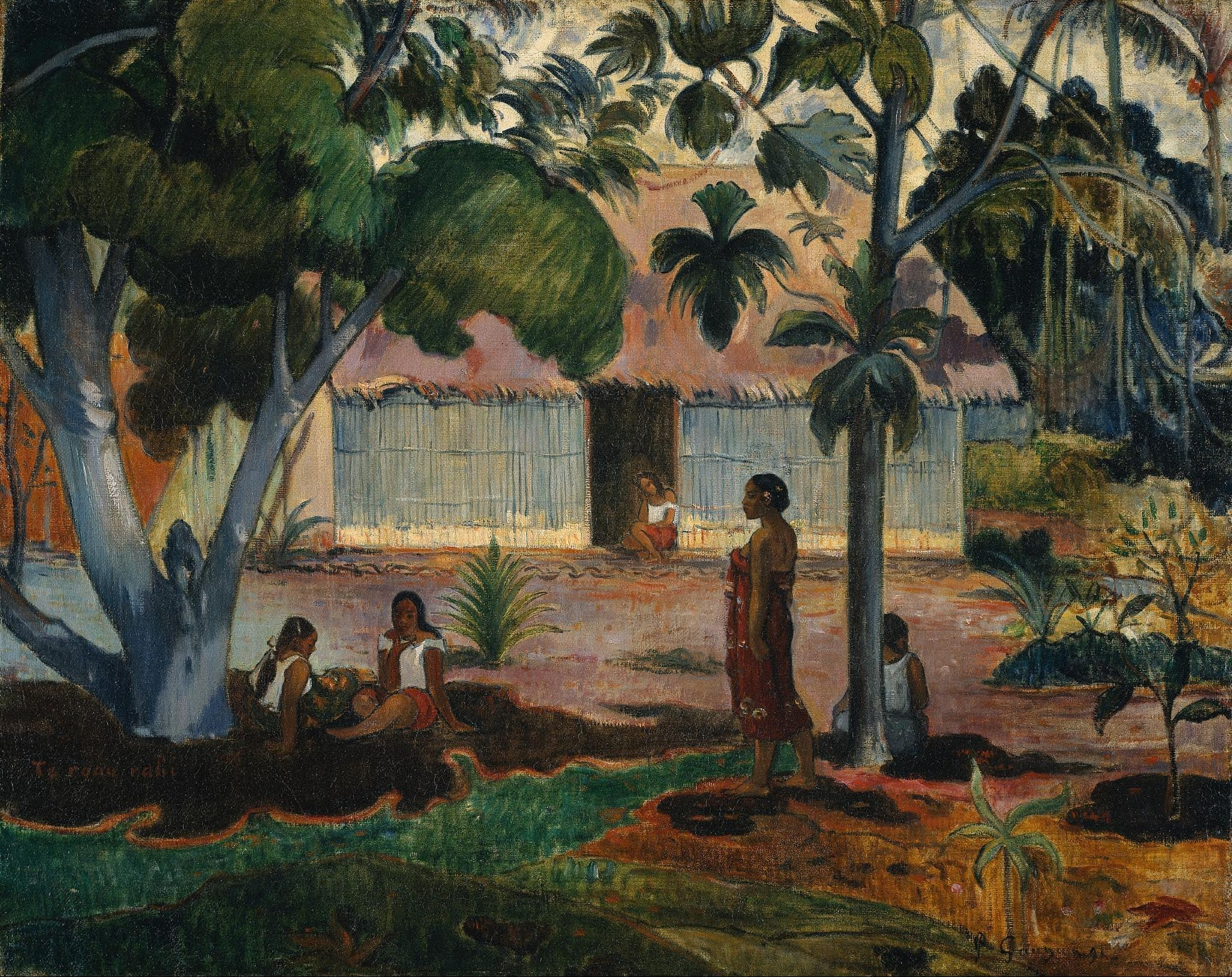
Te raau rahi (Le Grand arbre) (1891).

## Source de traduction
- (nl) Cet article est partiellement ou en totalité issu de l’article de Wikipédia en néerlandais intitulé « Fatata te Mouà » (voir la liste des auteurs).